# Anthoni Schoonjans
Anthoni Schoonjans (Antoon Schoonjans, également surnommé Parhasius) (Anvers, 1655 - Vienne, 13 août 1726) est un peintre flamand connu pour ses portraits ainsi que ses peintures d'histoire. Après sa formation à Anvers, il mène une carrière internationale qui l'amène à travailler dans divers pays d'Europe, notamment en France, Italie, Allemagne, Autriche, les Provinces-Unies et Danemark. Il est peintre de cour à Vienne, Copenhague, Berlin et Düsseldorf.

## Biographie
Schoonjans est né à Ninove comme fils de Joannes Schoonians, un marchand de vin, et d'Anna de Gruytere et est baptisé le 5 mars 1655. En 1668-1669, il devient à Anvers un apprenti d'Érasme Quellin le Jeune et le fils de ce maître, Jean-Érasme Quellin. De 1674 à 1677, l'artiste réside à Reims et passe également quelque temps à Paris.
En 1674, sa mère retrouve son fils Anthoni à Reims. Il quitte la France et à partir du 6 janvier 1675, il réside à Rome, où il se familiarise avec le baroque italien. Il partage à Rome une résidence avec le peintre floral Carel de Vogelaer et plus tard de 1688 à 1689 dans le Corso, près de la Via di Ripetta. Comme ses maîtres avant lui, il rejoint en 1674 les Bentvueghels, la société d'artistes principalement flamands et néerlandais travaillant à Rome, et prend le surnom de "Parrhasius", probablement en référence au célèbre peintre Parrhasios de la fin du Ve siècle av. J.-C. qui travaillait à Athènes. En l'an 1686, Antoon Schoonjans est mentionné à Lyon.
En 1693, Schoonjans s'installe à Vienne où il devient le peintre de la cour de l'empereur Léopold Ier en 1695. Il n'est pas membre de la cour. Pendant cette période, le peintre suisse Georg Gsell est son élève. En avril 1696, Schoonjans se rend à Francfort-sur-le-Main, Kassel et Hambourg avec le peintre flamand Jan Frans van Douven. Le 26 avril 1696, il arrive à la destination finale de son voyage, Copenhague. Schoonjans est invité par la cour danoise à peindre des portraits de la famille royale. Il retourne ensuite à Vienne où, en 1697, il épouse la chanteuse d'opéra Franziska Maria Regina Schweyzer. Il peint un retable du Martyre de Saint-Sébastien pour l'église Saint-Roch et une Visitation de Marie pour la cathédrale Saint-Étienne de Vienne.
En 1702, Schoonjans et sa femme se rendent à Berlin, apparemment à l'invitation de la reine Sophie-Charlotte de Hanovre. L'empereur autrichien serait contrarié par le voyage de Schoonjans à Berlin. Le couple est rejoint à Berlin par le compositeur Giovanni Bononcini. Pendant son séjour à Berlin, Schoonjans promet à la reine Sophie Charlotte de peindre le plafond, les chambres et les galeries du château de Charlottenburg, sa résidence à Berlin. En mai 1703, il se rend à La Haye où il séjourne chez un orfèvre nommé Spyk qu'il connaît de son séjour à Rome. Il part ensuite pour Amsterdam où il reste un an. Le biographe d'artistes néerlandais Jan van Gool décrit dans son "Nieuw Schouburg" cette période de la vie des Schoonjans aux Provinces-Unies. Il note avec mépris "le caractère antipathique du peintre". Sophie Charlotte demande, par divers intermédiaires, d'appeler cet homme "bizarre" à revenir à Berlin,. La Reine n'est pas seulement ou principalement intéressée par le retour du peintre, mais tient davantage à accueillir sa femme dont elle apprécie particulièrement les talents de chanteuse. Pour la Reine, Schoonjans peint des portraits de son fils ainsi que des compositeurs Giovanni Bononcini et Attilio Ariosti.
En 1704, Schoonjans se rend en Angleterre où il peint la cage d'escalier de Montagu House, Bloomsbury et réalise également le portrait d'un certain docteur Peeters. En 1706, Antoon Schoonjans aurait donné quelques leçons au peintre floral néerlandais Margareta Haverman. Plus tard, Schoonjans s'installe à Düsseldorf pour travailler à la cour de Jean-Guillaume de Neubourg-Wittelsbach, un amateur d'art connu qui invite un grand nombre de peintres néerlandais et flamands à sa cour. Il peint le portrait du monarque et de sa femme. Pendant cette période, il réalise de nombreux dessins, dont beaucoup se trouvent encore au Museum Kunstpalast de Düsseldorf. Après la mort de l'électeur Jean-Guillaume en 1716, Schoonjans retourne à Vienne. Il travaille également en Slovénie dans l'église "Križanke" avec Johann Michael Rottmayr. En 1726, il est enregistré à Brno (aujourd'hui en République tchèque) où il peint un Saint Jean Népomucène. Il passe ses dernières années de retraite à Perchtoldsdorf.
Schoonjans séjourne également à Vienne où il meurt le 13 août 1726, apparemment dans un incendie de sa maison.

## Œuvre
Schoonjans a peint des portraits, des scènes mythologiques, des sujets religieux et des allégories historiques.

## Galerie d'œuvres

Œuvres choisies d'Anthoni Schoonjans.
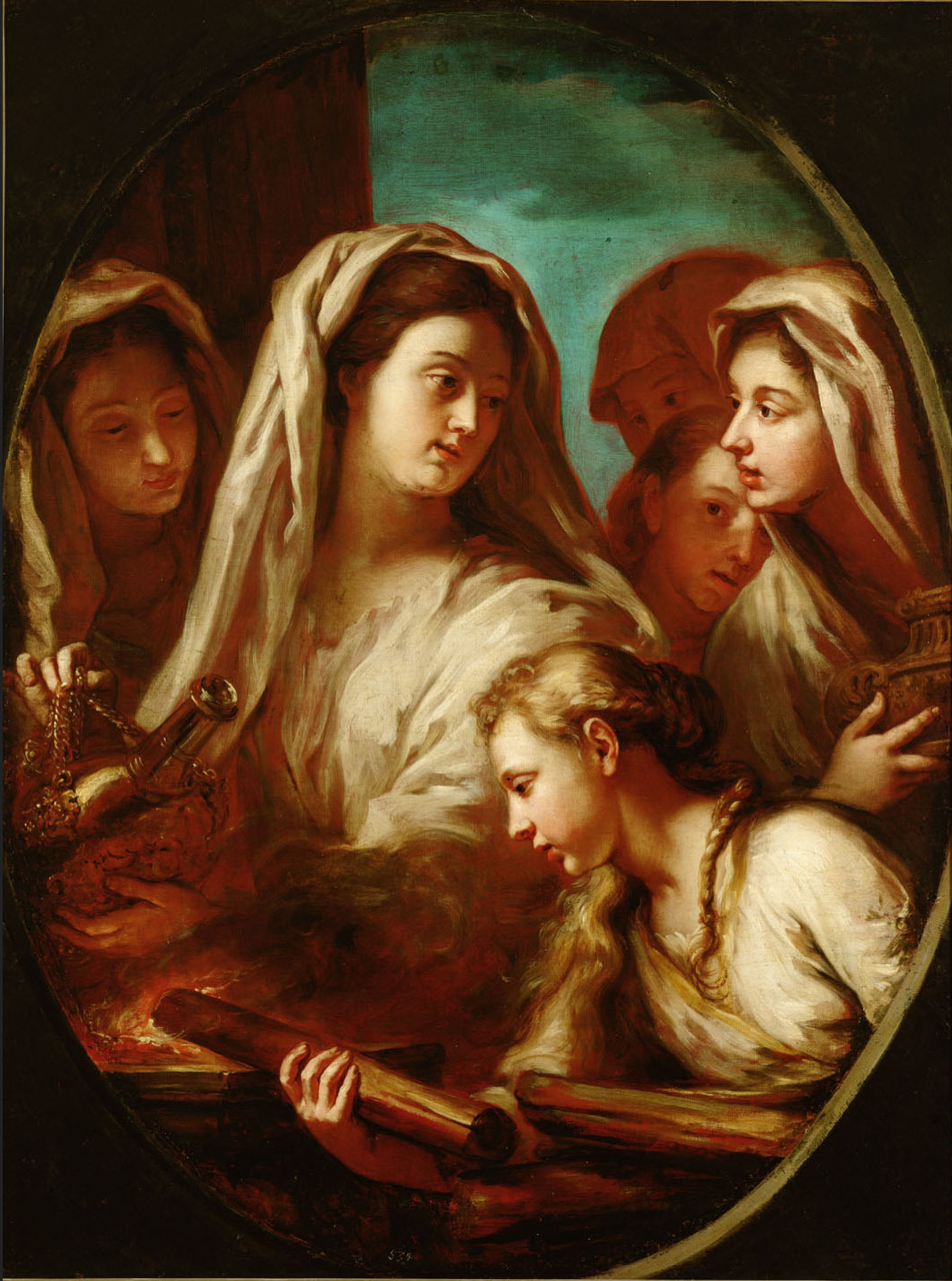
Les Vierges vestales.
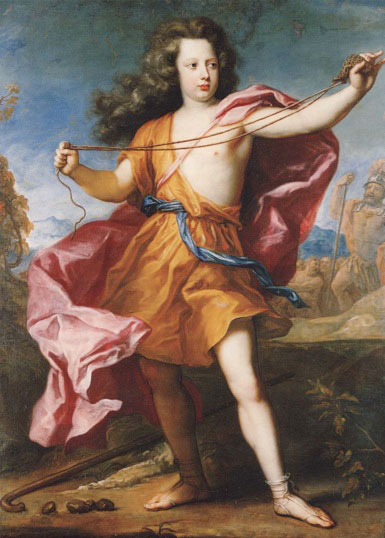
Portrait du prince héritier Frédéric-Guillaume en David avec une écharpe.
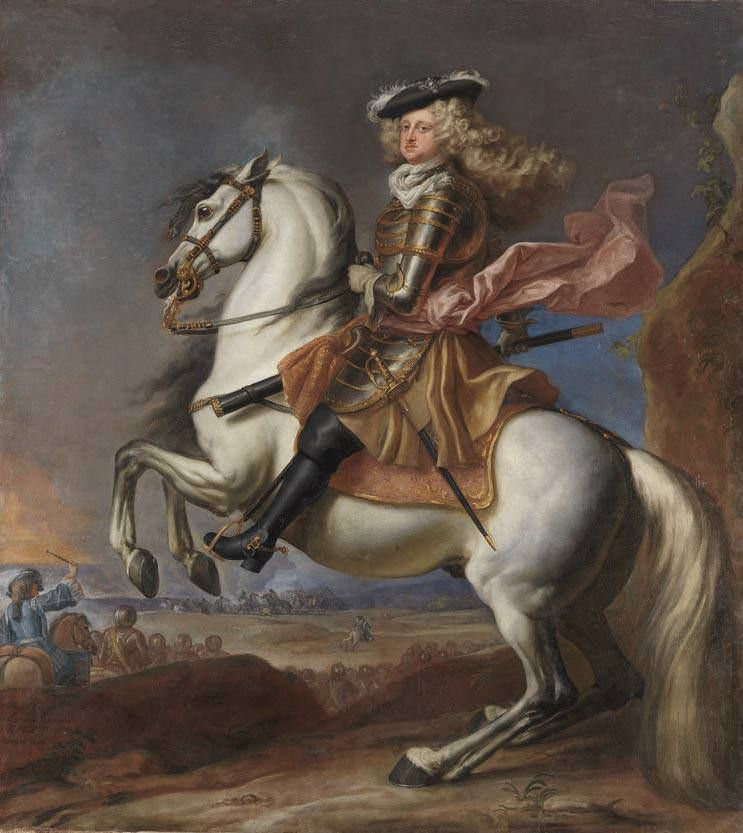
Portrait de Jean-Guillaume, électeur palatin.
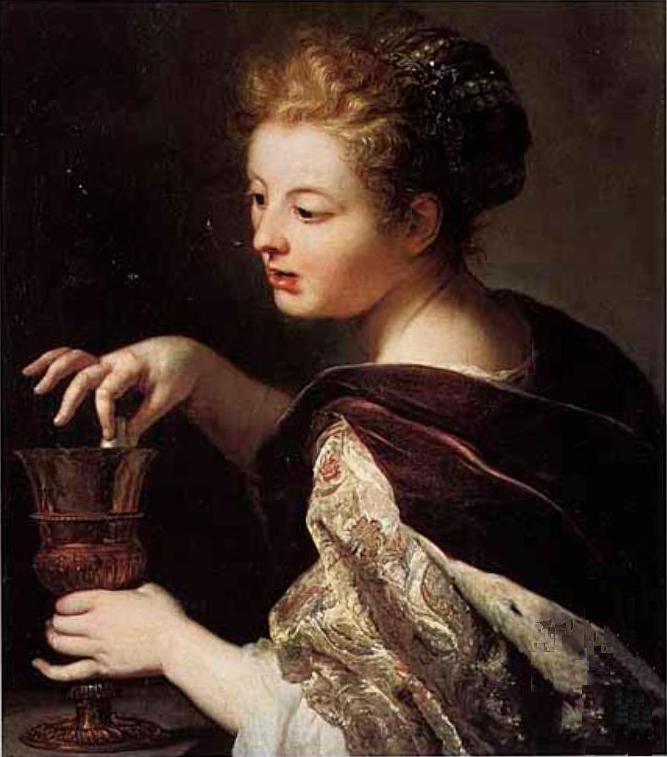
Cléopâtre met une perle dans le vin, 1706.
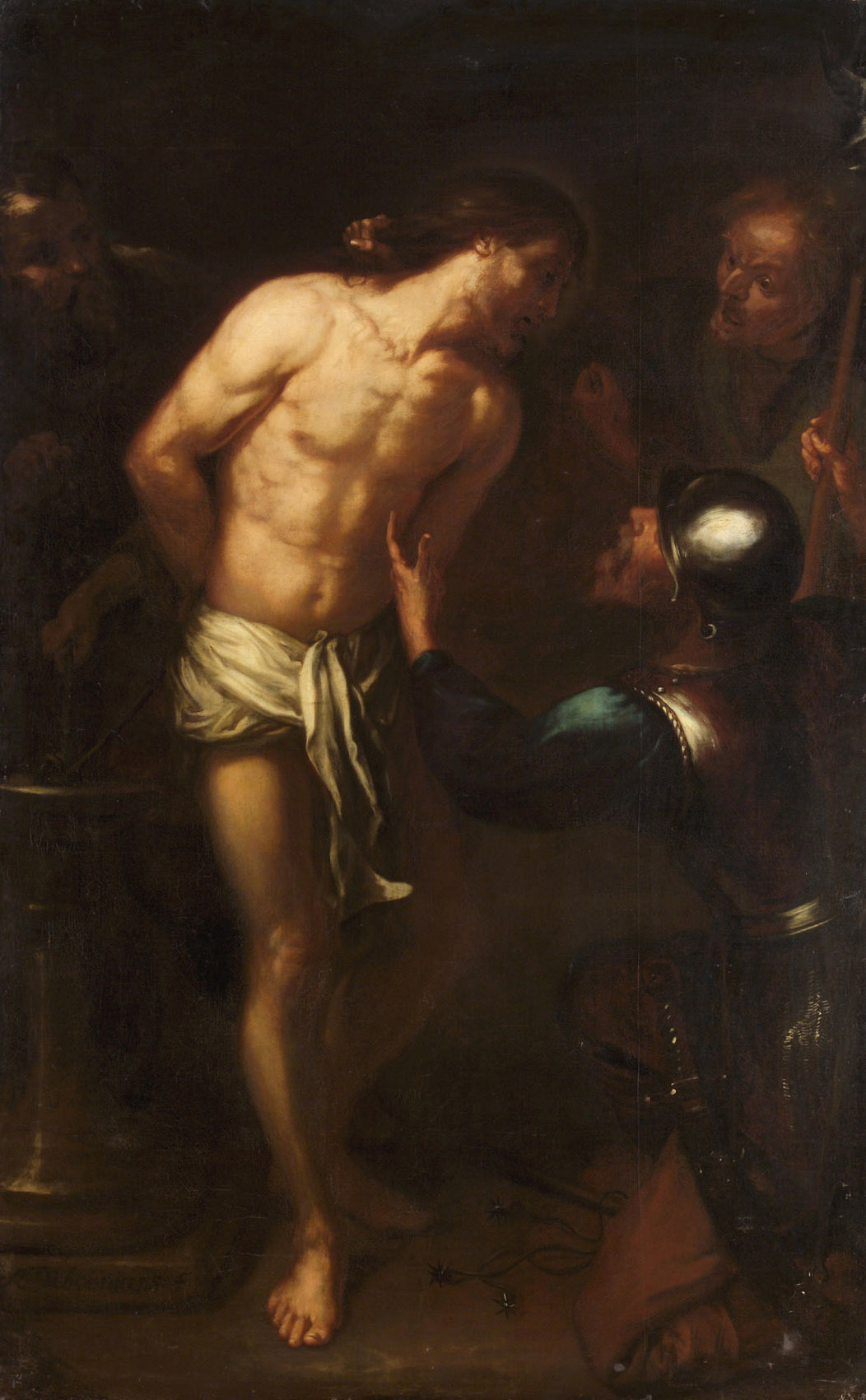
La Flagellation du Christ.